# Acanthagrion gracile
Acanthagrion gracile – gatunek ważki z rodziny łątkowatych (Coenagrionidae). Występuje w Ameryce Południowej.